# Andreas Jämtin
Andreas Jämtin (* 4. Mai 1983 in Stockholm) ist ein schwedischer Eishockeyspieler, der zuletzt bei den Sheffield Steelers aus der Elite Ice Hockey League unter Vertrag stand.

## Karriere
Andreas Jämtin begann seine Karriere als Eishockeyspieler in der Nachwuchsabteilung von AIK Solna. Von dort aus wechselte er zum Färjestad BK, für dessen Profimannschaft er in der Saison 2000/01 sein Debüt in der Elitserien gab. Bei seinem einzigen Einsatz blieb er dabei punkt- und straflos. Anschließend wurde er im NHL Entry Draft 2001 in der fünften Runde als insgesamt 157. Spieler von den Detroit Red Wings ausgewählt, für die er allerdings nie spielte. Stattdessen kehrte der Flügelspieler zu AIK Solna zurück, mit dem er in der Saison 2001/02 in die HockeyAllsvenskan abstieg. In der zweiten Liga blieb er noch ein weiteres Jahr, ehe er sich zur Saison 2003/04 dem HV71 anschloss. Mit der Mannschaft aus Jönköping wurde er auf Anhieb Schwedischer Meister. Die Saison 2005/06 begann der Linksschütze bei TPS Turku in der finnischen SM-liiga. Im Januar 2006 kehrte er jedoch bereits wieder zum HV71 zurück, mit dem er in der Saison 2007/08 erneut den schwedischen Meistertitel gewann. 
Im Juni 2008 unterschrieb Jämtin einen Vertrag bei den New York Rangers, für deren Farmteams, das Hartford Wolf Pack aus der American Hockey League und die Charlotte Checkers aus der ECHL er zunächst jedoch nur zum Einsatz kam, woraufhin er bereits im November 2008 wieder in seine schwedische Heimat zurückkehrte, wo er vom Linköpings HC verpflichtet wurde, für den er bis 2012 spielte. Im Oktober 2012 kehrte er zum HV71 zurück, wo er einen Dreijahresvertrag erhielt.
Ab Juli 2015 stand Jämtin beim KHL Medveščak Zagreb aus der Kontinentalen Hockey-Liga unter Vertrag und erzielte in 55 KHL-Partien 10 Scorerpunkte. Im August 2016 kehrte er zu seinem Stammverein Färjestad BK zurück.

### International
Für Schweden nahm Jämtin im Juniorenbereich an der U18-Junioren-Weltmeisterschaft 2001 sowie den U20-Junioren-Weltmeisterschaften 2002 und 2003 teil. Im Seniorenbereich stand er im Aufgebot seines Landes bei der Weltmeisterschaft 2011 in der Slowakei, bei der er mit seiner Mannschaft die Silbermedaille gewann.
Bei der Weltmeisterschaft 2013 in Stockholm und Helsinki war er erneut Teil der Nationalmannschaft und gewann mit dieser die Goldmedaille.

## Erfolge und Auszeichnungen
- 2004 Schwedischer Meister mit dem HV71
- 2008 Schwedischer Meister mit dem HV71
- 2011 Silbermedaille bei der Weltmeisterschaft
- 2013 Goldmedaille bei der Weltmeisterschaft

## Statistik
(Stand: Ende der Saison 2010/11)